# حکومت اردلان

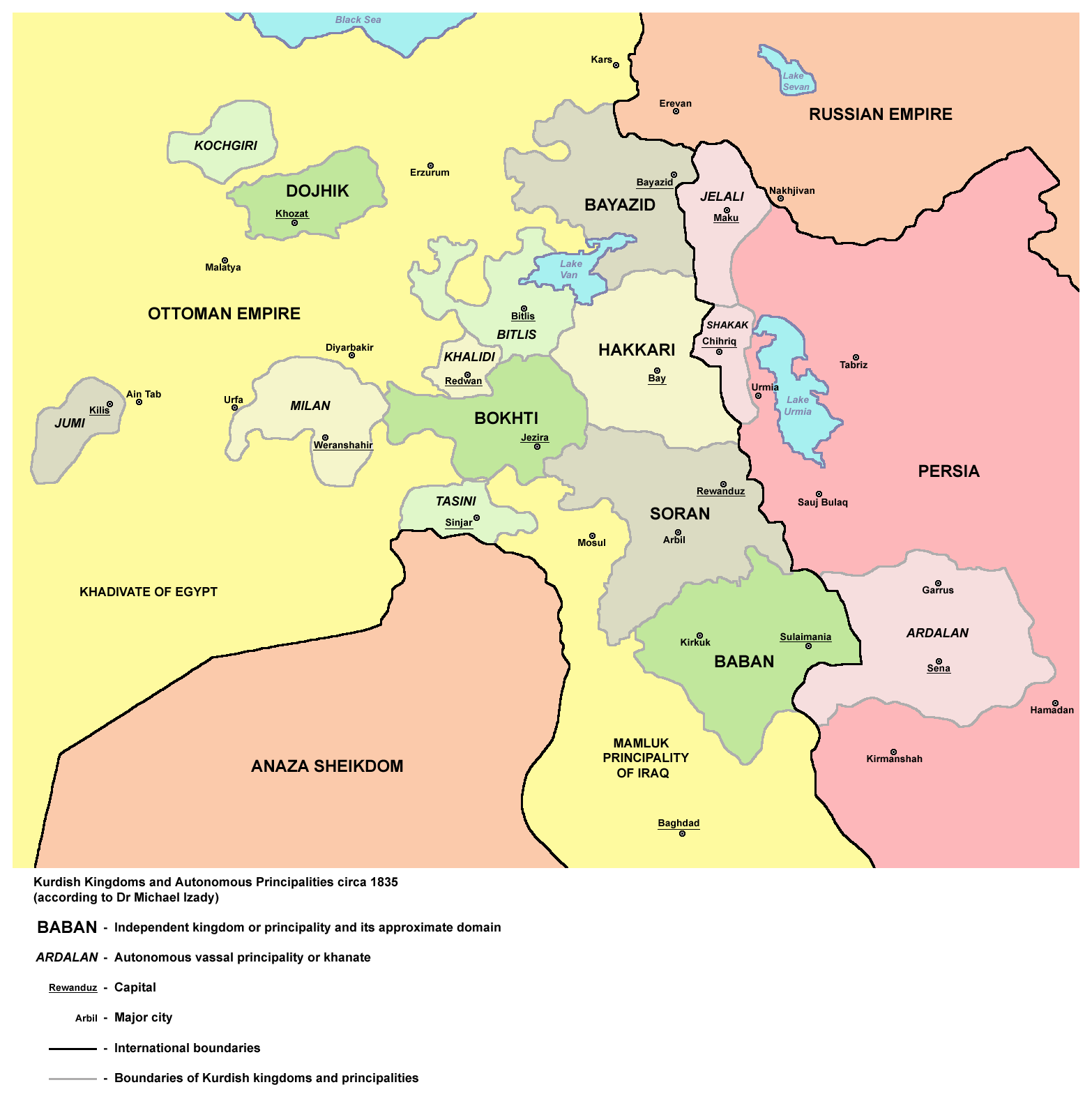
حکومت اردلان حوالی ۱۸۳۵

امیرنشین اَردَلان حکومتی در شمال غرب ایران در دوران ملوک‌الطوایفی بوده است که ۷۰۰ سال (از ۱۱۶۸–۱۸۶۷ میلادی) در بخش‌هایی از مناطق کردنشین حکومت کرده است. در تاریخ کردها از سلسله امیران محلی که حاکمیت در کُردستان جنوبی و بخشی از کُردستان شمالی، و مرکزیت منطقه جزیره را از قرن هفتم هجری قمری به عهده داشته‌اند، با عنوان حکام اردلان یاد شده است. دارالملک یا کرسی آن موصل بوده، اردلان همچنین نام طایفه‌ای است که این حاکمان به آن تعلق داشتند زبان اکثر مردم منطقه اردلان، گویش اردلانی که جز زبان کُردی شاخه کُردی مرکزی می‌باشد و اقلیت از ساکنان منطقه اردلان نیز به زبان گورانی(گویش هورامی) تکلم می‌کنند.
حوزهٔ متصرفی و شناخته شده خاندان اردلان در کردستان ایران، استان کرُدستان کنونی به مرکزیت سنندج، ودیواندره ،سقز، بانه، سردشت، کامیاران، مریوان، گروس (بیجار)، اسفند آباد(قروه امروزی)، سنقر توابعی چون اورامان لهون، تخت، ژاوه رود و … بوده است. همچنین شهرهایی مانند همدان، خوی و ارومیه هم در برهه‌هایی از زمان تحت فرمان این حکومت قرار داشتند.
اردلان در لغت به معنای «موبد» و «پرهیزگار» و (اردلانی) به معنای «جایگاه موبدان» می‌باشد. اردلان نام جغرافیایی خاصی بوده که به مرکز کردستان گفته می‌شده است و نیز نام خاندان بزرگی است که بر قلمرو حکومت اردلان، امارات و سیطره داشته‌اند. آخرین پایتخت آن‌ها سنه یا سنندج بود. حکام اردلان حدود هفتصدسال درغرب ایران و مناطق کردنشین حکومت می‌کردند.
در تاریخ از سلسله امیران محلی کردستان که حکومت اردلان در کُردستان ایران، کُردستان عراق امروزی و بخشی از کُردستان ترکیه امروزی، و مرکزیت منطقه‌ای که جزیره ابن عمر گفته می‌شده و دارالملک یا کرسی آن موصل بوده، را از قرن هفتم هجری قمری به عهده داشته‌اند، با عنوان حکام اردلان یاد شده است.
فرد حاکم مدعی نسب داشتن از اردشیر بابکان بود. نخستین حاکم این قبیله احمد پسر مروان حاکم مروانیان دیاربکر بود.

## خاندان اردلان

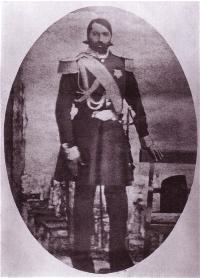
امان‌الله خان اردلان از حاکمین اردلان

خاندان اردلان، از جمله خاندان‌های کرد می‌باشند که مدت‌های مدیدی ازنیمهٔ قرن هفتم تا اواخر قرن سیزدهم هجری(۱۱۶۹–۱۸۶۷ میلادی)، قبل از روی کار آمدن صفویان تا اواخر دوره قاجار بر قسمت‌هایی از مناطق کردنشین ایران (کردستان) حکومت می‌کردند . این خاندان ابتدا بر مذهب اهل سنت بودند، اما بعدها برای حفظ قدرت و شرایط سیاسی به مذهب تشیع روی آورده و شیعه شده‌اند اما اعتبار و اعتماد خود را در بین سایر خاندان‌های بانفوذ و مردم سنندج از دست ندادند ولی بعد از مدتی در بین خاندان خود دچار اختلاف شدند و زمینه‌ساز فروپاشی حکومت محلی خود گردیدند و در نهایت با انتصاب شاهزاده فرهاد میرزا معتمدالدوله عموی ناصرالدین شاه به حکومت محلی کردستان در سال ۱۲۴۸ هجری قمری به حاکمیت خاندان اردلان خاتمه داده شد.

## تاریخ امیرنشین اردلان
قباد اردلان بنیان‌گذار حکومت اردلان بود که تا عصر صفوی جانشینان او بدون هیچ مشکلی بر مناطق کردنشین حکومت می‌کردند از زمان شاه عباس اول صفوی حکومت اردلان با مداخله حکومت مرکزی ایران مواجه شد. از سال ۱۰۰۶ هجری قمری که شاهوردی خان آخرین اتابکان لر کوچک به دستور شاه عباس اول صفوی در سیمره به قتل رسید و به حکومت اتابکان لر کوچک در پیشکوه و پشتکوه خاتمه داده شد، ایران عصر صفوی به چهار ایالت والی‌نشین چون عربستان، لرستان، کردستان و گرجستان و ۳۶ بیگلربیگی‌نشین تقسیم گردید و حکومت کردستان همچنان در اختیار خاندان اردلان با عنوان والی قرار گرفت.
با حمله تیمور خان اردلان به کرمانشاه، دینور نیز به متصرفات بنی اردلان که جزو قلمرو کلهر بود اضافه شد.
در سال ۹۳۳ ه‍.ق نیز به متصرفات و قلمرو عمر بیگ کلهر حمله کرد. عمر بیگ به شاهوردی خان والی لرستان پناهنده شد. شاهوردی خان با سپاهیان خویش به مصاف با تیمور خان رفت.
بعد از نادرشاه، تنش‌هایی در پشتیبانی از زندیه و قاجاریه در مصاف والی کرمانشاهان با والی اردلان به سال ۱۰۹۹ هجری قمری وجود داشته است. اما تداوم همکاری و دوستی محفوظ مانده است. در عهد فتحعلی شاه قاجار پیوندهای سببی بسیاری با بزرگان اردلان نسل اندر نسل صورت گرفت، و تا زمان محمد شاه قاجار، احکام حاکمیتی حکام کردستان شمالی چون شهر زور، سلیمانیه، بابان و… بنا به روادید والیان اردلان، سپس انعکاس موضوع به حکومت کرمانشاهان و سرحدداری عراقین، و با پیشنهاد والیان کرمانشاهان (از زمان شاهزاده محمدعلی میرزا دولتشاه) به دربار، تنفیذ و صدور احکام حکومتی از جانب شاه صورت می‌گرفته است.
با انتصاب شاهزاده فرهاد میرزا معتمدالدوله عموی ناصرالدین شاه به حکومت کردستان از سال ۱۲۸۴ هجری قمری به حکومت اردلان خاتمه داده شد، اما آثار به جای مانده از عصر والیان اردلان در شهر سنندج و… از جمله مساجد و مدارس علمیه و دیگر
آثار خیریه، نام آنان را در تاریخ کردستان محفوظ داشته است

## حاکمان اردلان
| نام       | مدت حکومت | هم عصر دولت |
| --------- | --------- | ----------- |
| امیر قباد |           |             |
|           |           |             |
|           |           |             |

## کتاب تاریخ اردلان

کتاب تاریخ اردلان

تاریخ اردلان یکی از مهم‌ترین منابع تاریخ کُردستان است که به وسیله مستوره اردلان سنندجی نگاشته شده است. این کتاب به روایت وقایع تاریخی اردلان می‌پردازد. سلسله‌ای که به مدت ۷۰۰ سال بر بخش بزرگی از کُردستان حکمرانی کردند و شرح تاریخ آنان در دیگر متون تاریخی مورد توجه مستوره اردلان بوده است.

## نگارخانه

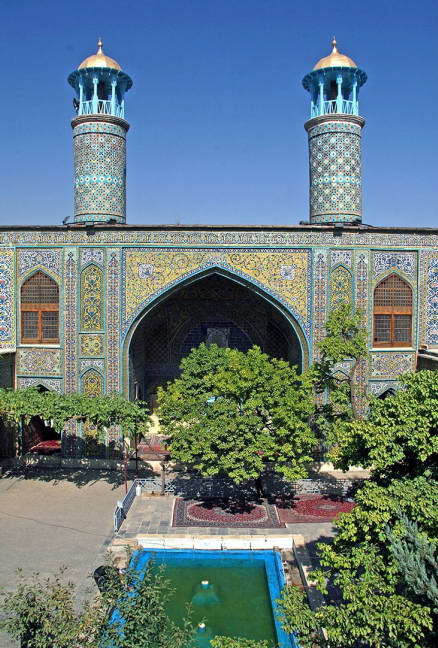
مسجد دارالاحسان
مسجد دارالاحسان
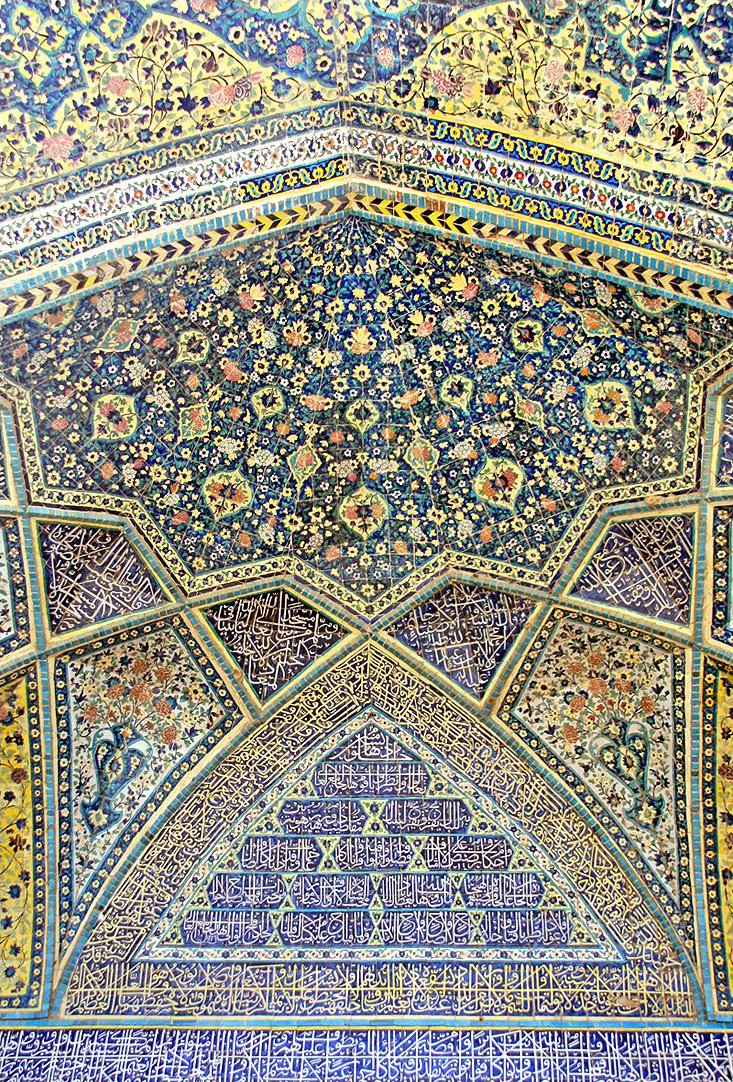
مسجد دارالاحسان
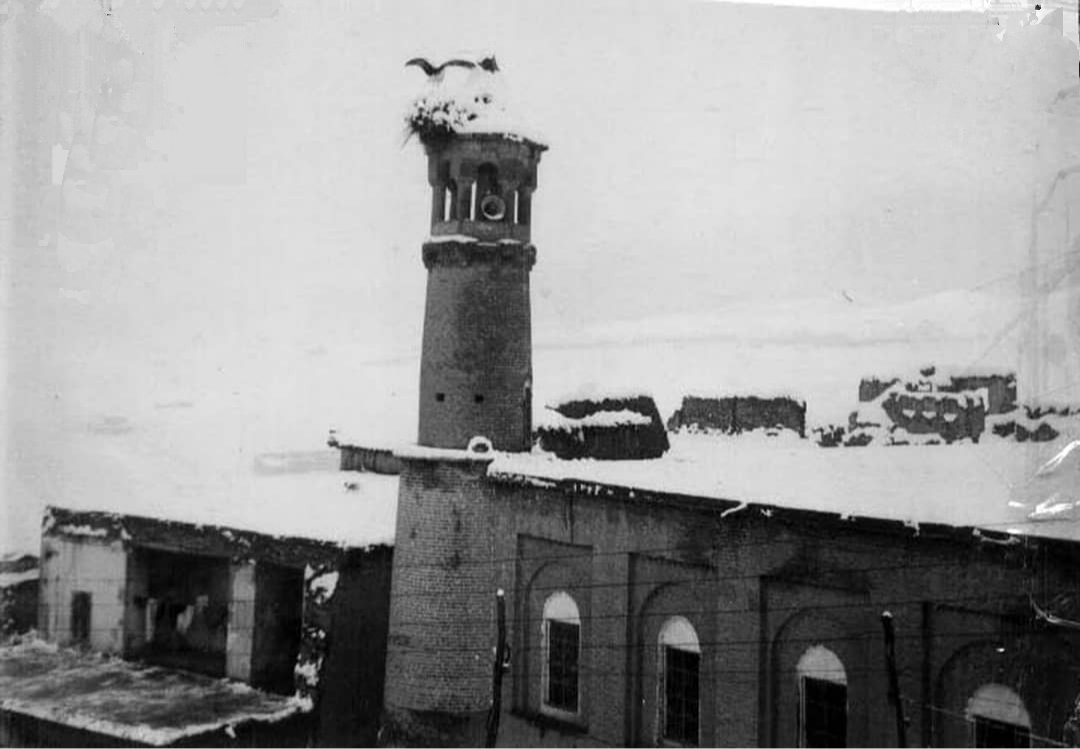
مسجد جامع سقز
عمارت وکیل الملک
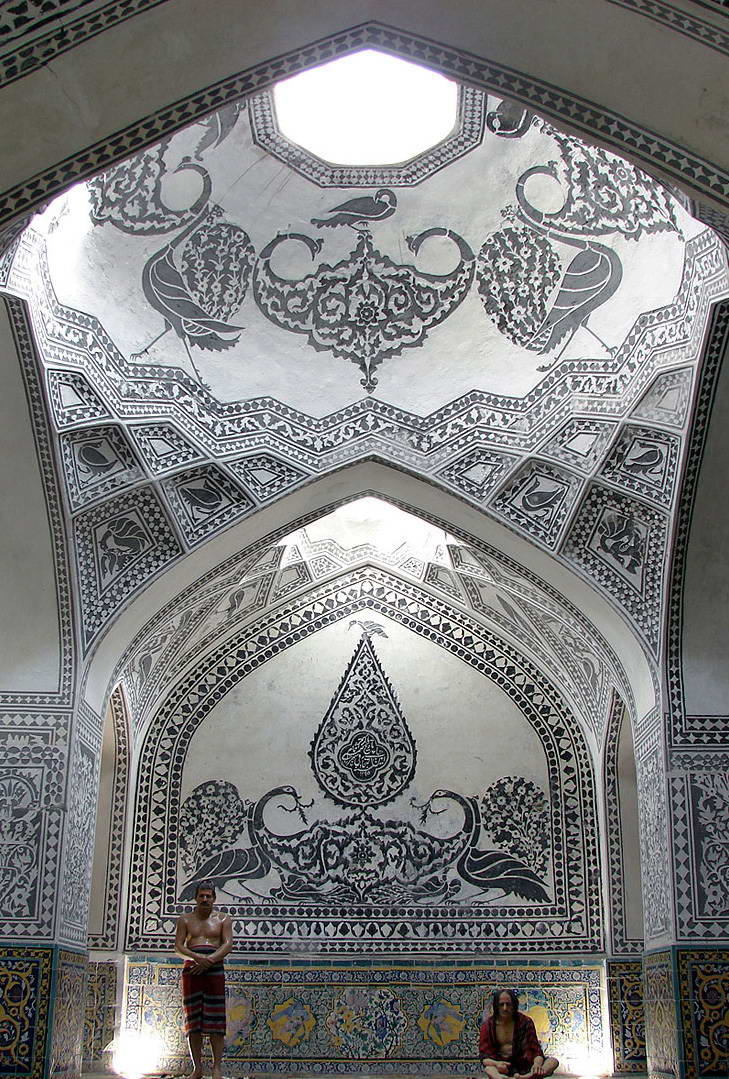
مسجد خان
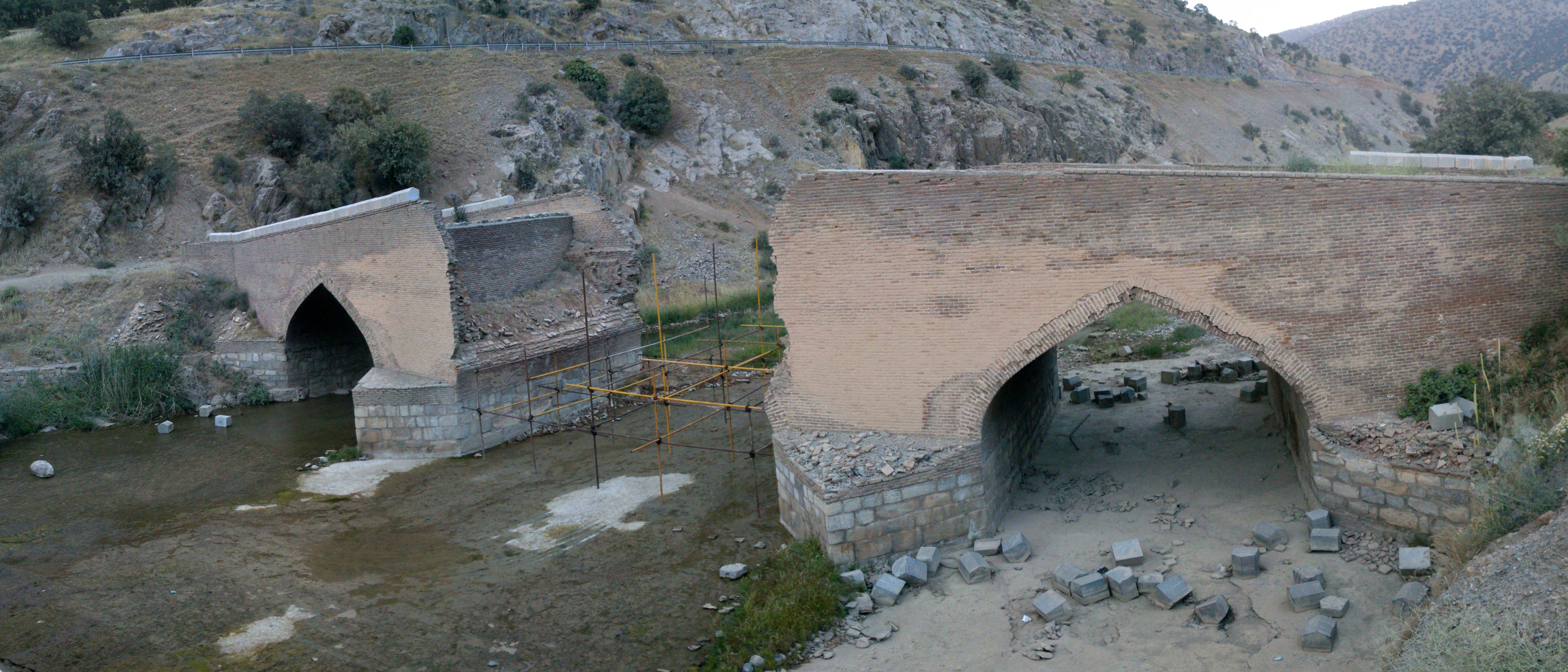
پل گاران
پل قشلاق
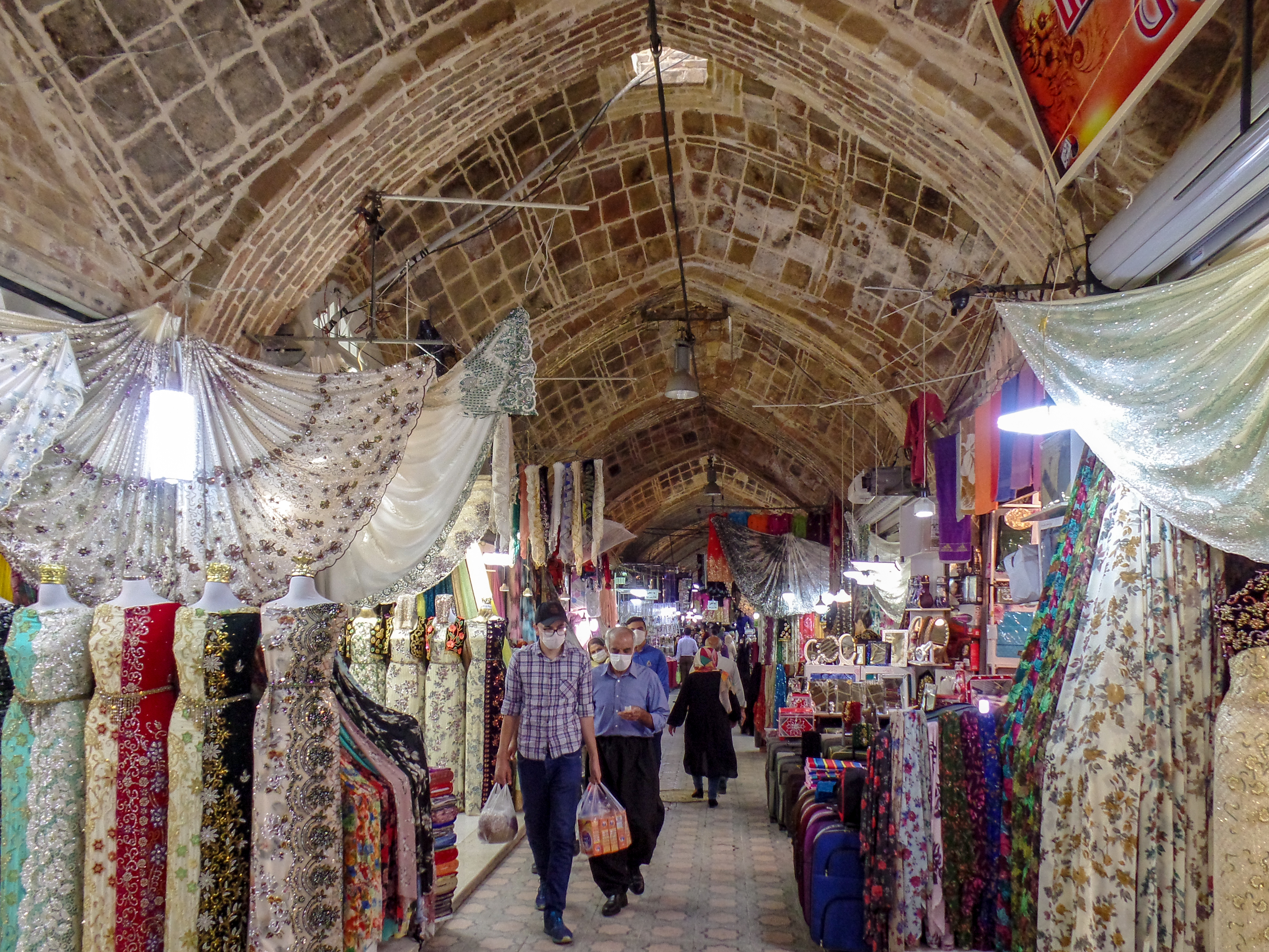
بازار سنندج
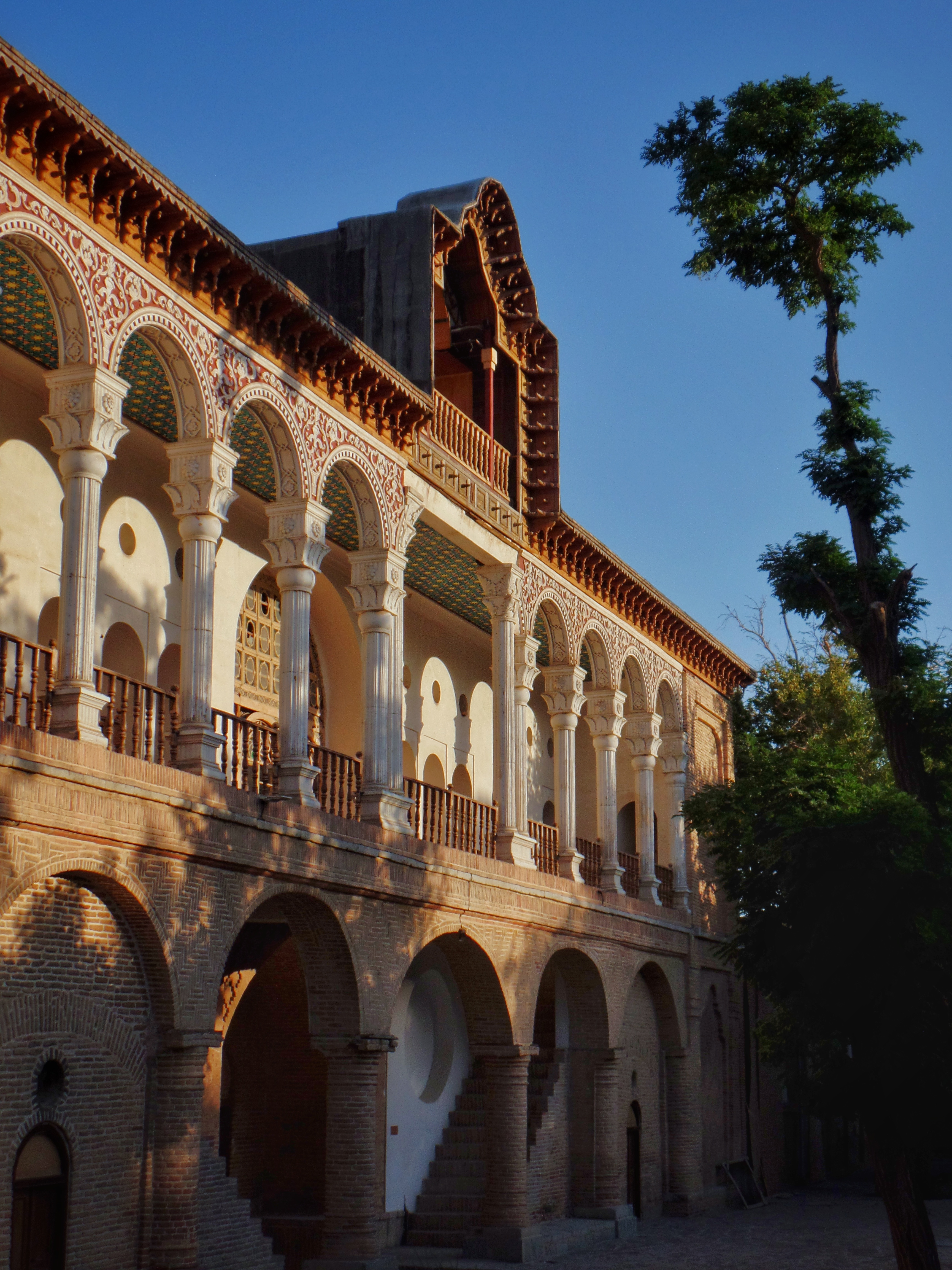
عمارت خسرو آباد
عمارت خسرو آباد